# Battaglia di Sciara-Sciat
La battaglia di Sciara-Sciat fu combattuta il 23 ottobre 1911 tra le truppe italiane e quelle turco ottomane supportate da migliaia di ribelli locali durante le prime fasi della guerra italo-turca. Lo scontro, iniziato con una manovra diversiva lungo la parte occidentale della linea difensiva italiana, ebbe il suo culmine nel settore opposto, nella zona di Sciara-Sciat, posta all'interno dell'oasi ad est di Tripoli. Seppur circondati, gli italiani riuscirono ad evitare lo sfondamento delle linee e a recuperare le posizioni perdute durante le prime fasi della battaglia, mantenendo saldamente il controllo della città. La battaglia di Sciara-Sciat fu lo scontro che causò il più alto numero di caduti italiani durante la guerra di Libia.

## Gli attacchi diversivi
Il giorno 23 ottobre 1911 il capitano Carlo Piazza effettuò quello che fu considerato come il primo volo di combattimento effettuando una ricognizione a sud-ovest di Tripoli dove rilevò una certa attività nel campo nemico ma il rapporto che stese non fu inoltrato ai comandi, mentre un secondo volo, questa volta effettuato dal capitano Riccardo Moizo non rilevò nulla di interessante. In realtà non effettuarono una vera ricognizione aerea ma si limitarono a prove di efficienza in volo dei motori degli stessi velivoli con un semplice sorvolo dell'oasi presso Tripoli.
Nella stessa mattinata gli ottomani, appoggiati da milizie arabe, attaccarono all'improvviso il perimetro difensivo italiano di Tripoli. In quel momento il perimetro difensivo della città (circa 13 km di sviluppo) era tenuto da circa 8 500 uomini e tre batterie di artiglieria: 6º Reggimento fanteria e 40º Reggimento fanteria ad ovest, 82° e 84º Reggimento fanteria con fronte sud al centro e 11º Reggimento bersaglieri ad est.
Il primo attacco impegnò l'area a ovest di Tripoli tenuta dal 6º Reggimento fanteria che con l'intervento della corazzata Sicilia riuscì facilmente a respingere l'assalto. Un secondo attacco ottomano colpì nuovamente le difese occidentali di Tripoli tenute dall'82º Reggimento fanteria che anche in questo caso fu facilmente respinto mentre intanto si segnalarono sporadici colpi di fucile contro i fanti italiani provenienti dall'oasi alle loro spalle. Furono immediatamente organizzate perlustrazioni con conseguenti arresti e sequestri di armi.

## L'assalto all'oasi di Sciara-Sciat

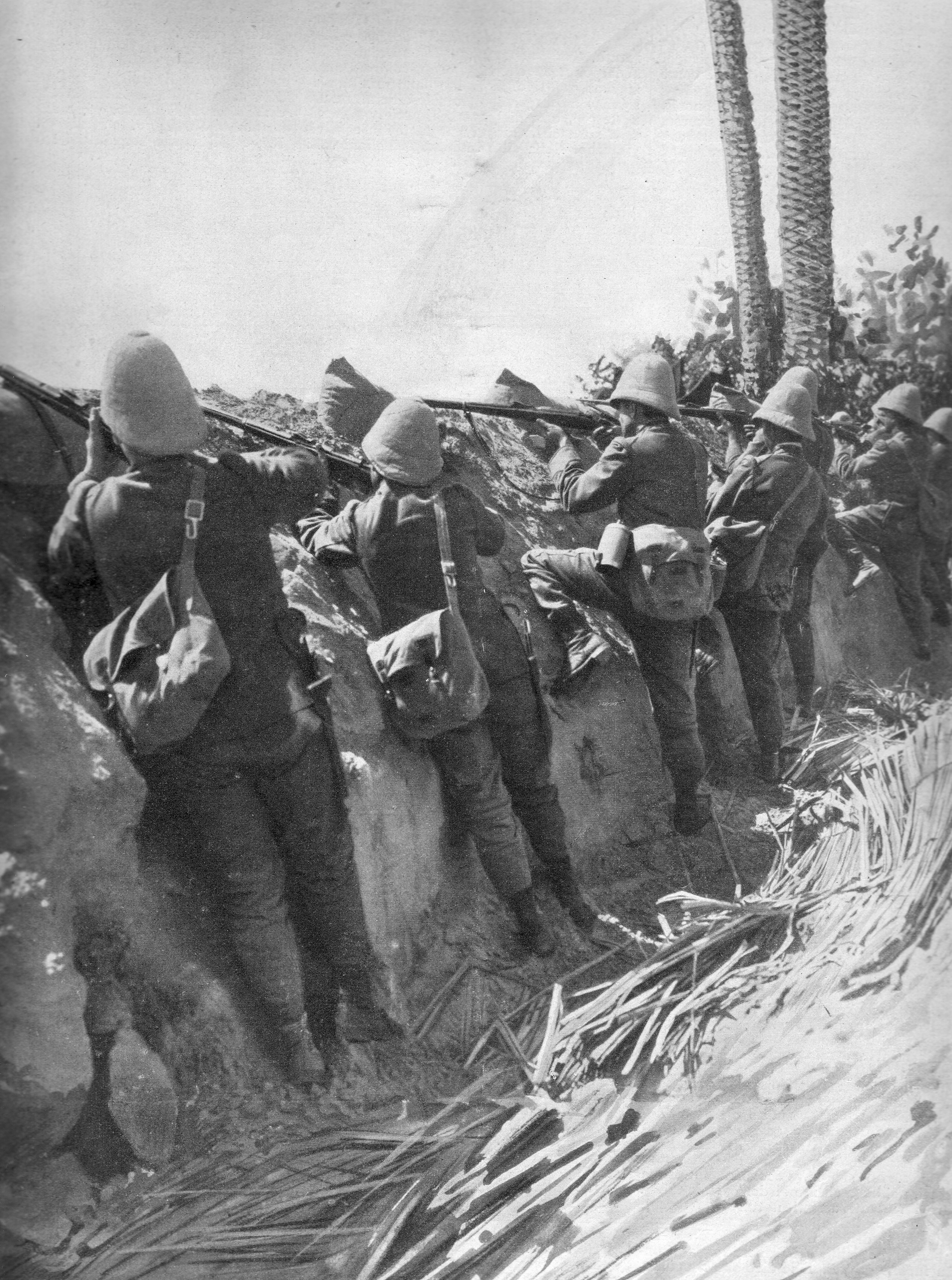
Fanteria italiana in linea durante la battaglia di Sciara-Sciat

Gli attacchi condotti dal colonnello Nesciat contro le posizioni italiane nella mattinata servivano solo a mascherare l'attacco principale che si diresse contro le meno guarnite posizioni orientali tenute dall'11º Reggimento bersaglieri comandato dal colonnello Gustavo Fara e che a causa della conformazione dell'area non si erano potute adeguatamente fortificare.
Infatti attraversavano la Menscia, quartiere dell'oasi di Tripoli densamente abitato e quindi non potevano essere supportate da artiglieria (per mancanza di campo di tiro) e non erano state approntate a difesa per evitare di danneggiare le proprietà degli abitanti. Lo schieramento dei bersaglieri vedeva il XXXIII Battaglione schierato senza riserva tra Forte Messri ed Henni, il XXVII Battaglione tra Henni ed il mare con una compagnia in riserva a Bu Sette, ed il XV Battaglione in riserva ad est di Henni.
L'attacco principale fu rivolto contro i bersaglieri, investendo di prima mattina la 7ª Compagnia del XXXIII Battaglione, che presidiava Forte Messri, prontamente rinforzata dalla 9ª Compagnia, dalla 3ª Compagnia del XV Battaglione e da unità di fanteria, riuscendo a respingere gli assalitori a costo di alte perdite. Anche in questo caso la compagnia fu attaccata alle spalle da civili che sparavano nascosti nell'oasi. L'8ª Compagnia, schierata ad Henni, veniva ugualmente impegnata duramente, combattendo fino al calar della notte rinforzata dalla 1ª e dalla 2ª Compagnia del XV Battaglione e dalla 6ª Compagnia del XXVII Battaglione, che si era prima portata sulla moschea di Bu Mescia lungo la strada del cimitero di Rebab, per poi dirigersi su Henni dove la difesa era guidata da Gustavo Fara.
La situazione più critica si verificò nel settore del XXVII Battaglione, posizionato attorno a Sciara-Sciat con la 4ª Compagnia ad est di Henni affiancata sulla propria sinistra dalla 5ª Compagnia, schierata fino al mare. Investito anch'esso da violenti attacchi, il battaglione non poteva contare su alcuna riserva o rinforzo immediato e si trovò presto in gravi difficoltà, aggravate dal progressivo aumentare degli attacchi alle spalle del proprio schieramento portati dalla popolazione locale. Le 4ª Compagnia fu costretta a ripiegare sul cimitero di Rebab, dove si asserragliò a difesa finché non si arrese.
La 5ª Compagnia riuscì inizialmente a tenere, ma verso le 13.00 dovette anch'essa ripiegare prima su Amedia, poi fino a Tripoli stessa, costantemente incalzata dagli attaccanti e sotto il fuoco della popolazione locale che sparava da ogni casa, riportando anch'essa perdite gravissime. I prigionieri della 4ª e 5ª Compagnia che ammontavano a circa 290 bersaglieri furono concentrati tutti nel cimitero di Rebab e lì massacrati.
La situazione si stabilizzò solo verso le 17.00, con l'afflusso di un battaglione dell'82º fanteria, e di due battaglioni di marinai formati dalle compagnie da sbarco delle RR.NN. Sicilia, Sardegna, Re Umberto e Carlo Alberto, supportati da una batteria da sbarco da 75 mm già schierata a Bu Meliana. Sciara-Sciat fu rioccupata solo al tramonto dai fanti dell'82º Reggimento fanteria supportati dai resti della 4ª e 5ª Compagnia bersaglieri (ridotte a solo 57 superstiti inquadrati in due plotoni), dopo un combattimento casa per casa.

## Il massacro dei bersaglieri e la repressione

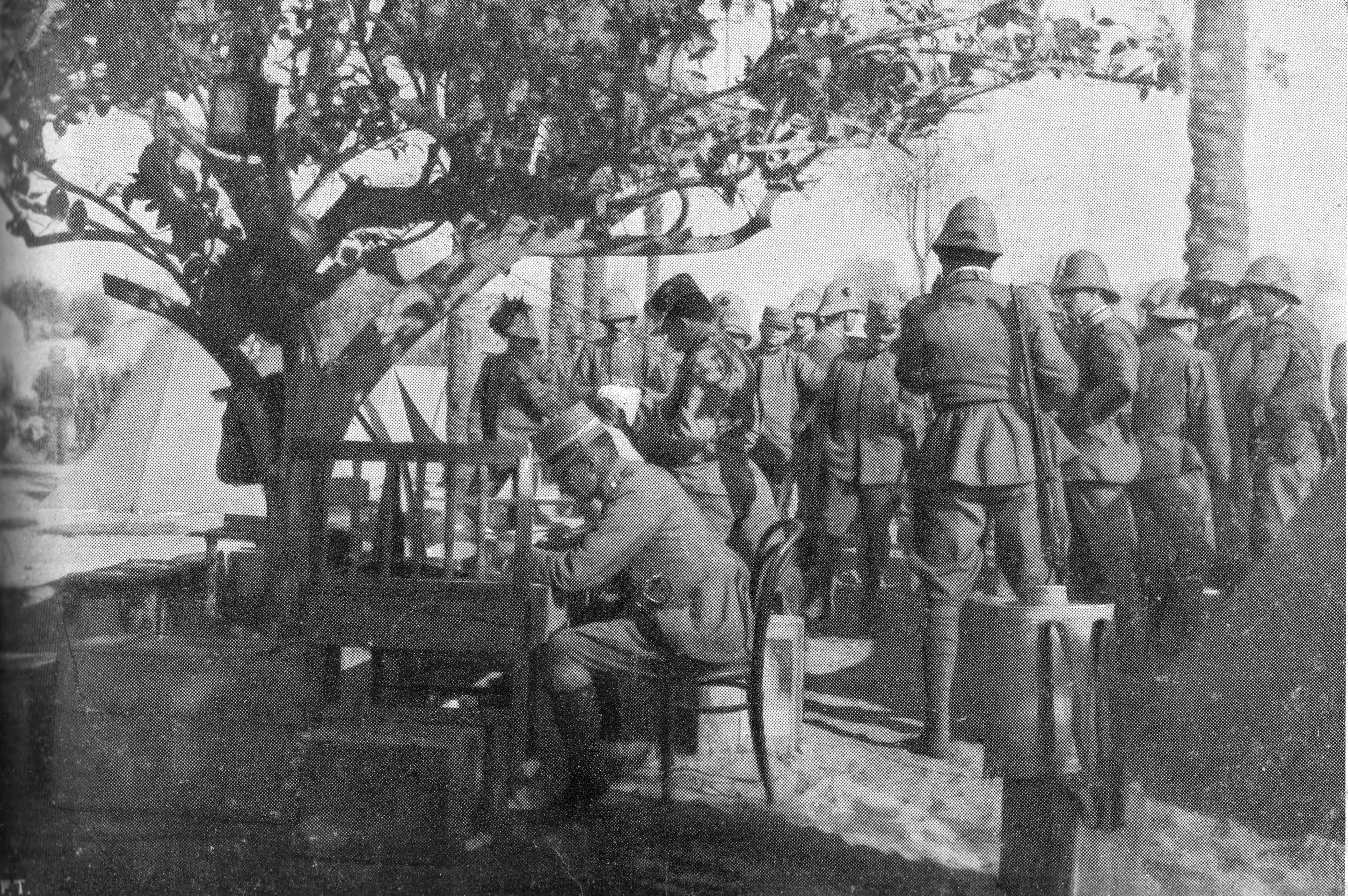
Il colonnello Gustavo Fara stende rapporto dopo la battaglia di Sciara-Sciat

Quando gli italiani riconquistarono l'area del cimitero di Rebab scoprirono che quasi tutti i prigionieri erano stati trucidati.
Secondo la relazione ufficiale italiana «molti erano stati accecati, decapitati, crocifissi, sviscerati, bruciati vivi o tagliati a pezzi».
Analogo resoconto fu fornito dal giornalista italo-argentino Enzo D'Armesano, inviato sul posto per il quotidiano di Buenos Aires La Prensa.

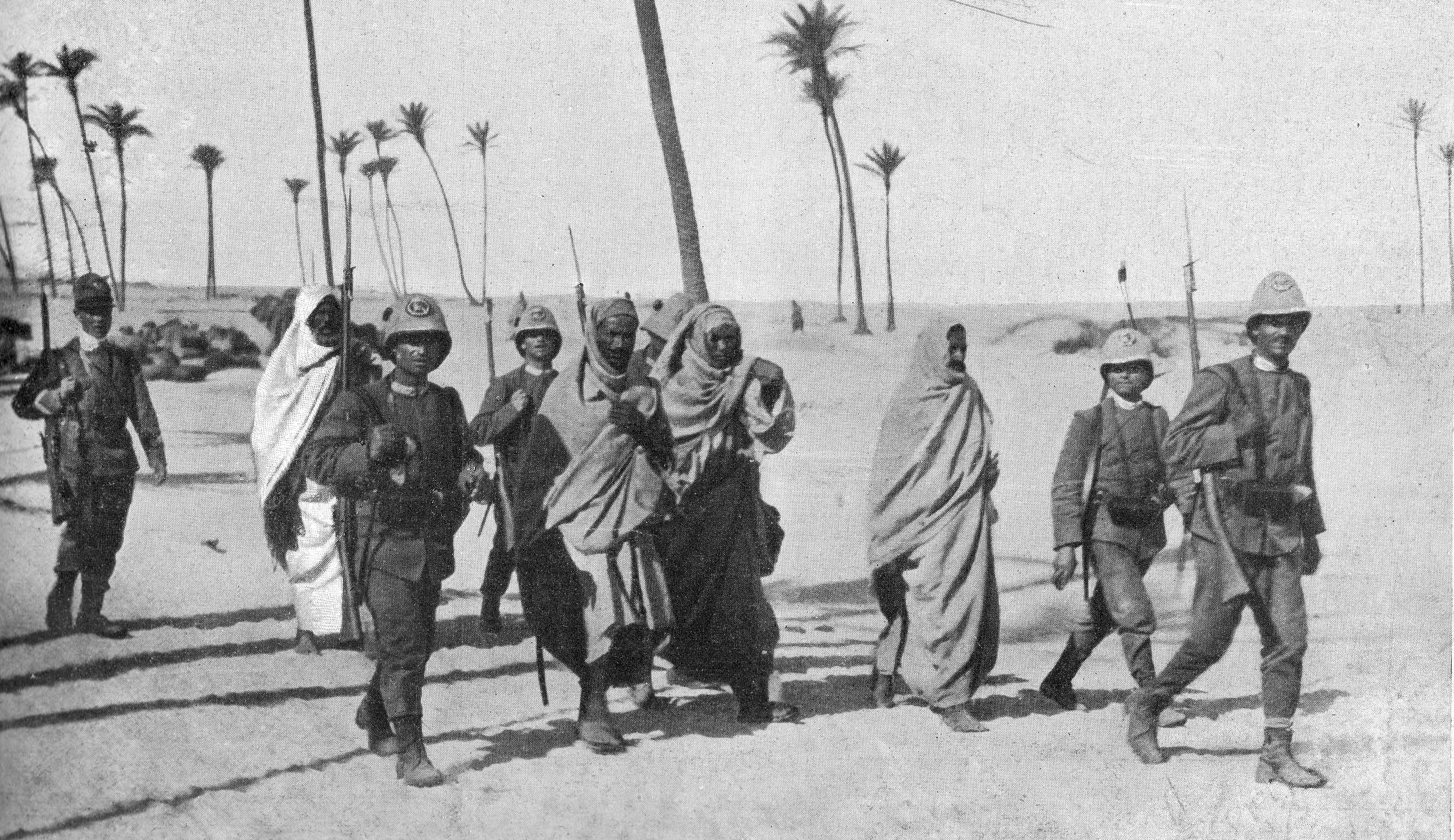
Arresto di presunte spie arabe

Il mattino successivo iniziarono le perquisizioni nella zona di Sciara Sciat, finalizzate al sequestro di armi e munizioni, effettuate da uno dei battaglioni della Marina. Si passò a controllare ogni singola abitazione e poi a rastrellare l'intera oasi. Tutti coloro che furono trovati armati furono immediatamente passati per le armi e quelli considerati malfidi furono arrestati e scortati a Tripoli. Nei tre giorni seguenti avvenne una vera e propria caccia all'arabo, inasprita anche dalle crudeltà che gli arabi stessi avevano avuto verso i feriti ed i prigionieri caduti nelle loro mani. Il Primo ministro Giovanni Giolitti si ritrovò con un gran numero di prigionieri civili da gestire in territorio nemico e propose qualche giorno più tardi la deportazione in Italia alle isole Tremiti. Alle Tremiti esisteva già un campo in grado di accogliere fino a 400 prigionieri ma infine ne giunsero circa 1300, mentre altri furono destinati ad altre località. Nell'opinione pubblica italiana la notizia della sanguinosa battaglia e la sorte dei bersaglieri trucidati a Sciara-Sciat rafforzò l'idea che in Libia fosse lecito ricorrere alla repressione contro gli insorti. Invece la stampa estera condannò la reazione italiana, particolarmente dura fu la stampa britannica, con i giornali liberali in prima fila mentre quelli conservatori pur condannando l'azione italiana mantennero toni più pacati.
Non è possibile effettuare un conteggio delle vittime della repressione italiana poiché non furono stilati dati all'epoca, le uniche cifre certe riguardano i caduti italiani che ammontano a 105 caduti a cui sono da aggiungere i 290 dispersi che furono uccisi nel cimitero di Rebab ma furono rinvenuti più tardi.
La battaglia del 23 ottobre a Sciara-Sciat fu per gli italiani il fatto d'arme più sanguinoso di tutta la campagna, con 378 morti (di cui 8 ufficiali) e 125 feriti.

## La battaglia di Henni

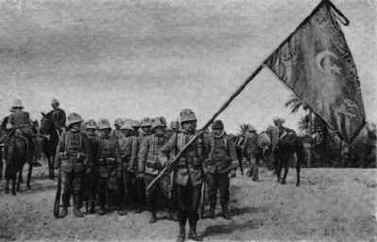
Soldati dell'84º reggimento "Venezia" esibiscono la bandiera turca, conquistata dopo la battaglia

Tre giorni dopo la battaglia di Sciara-Sciat il 26 ottobre, alle 5 del mattino, e con tutte le forze disponibili gli ottomani attaccarono nuovamente Tripoli, impegnando tutto il settore sud est. Nonostante sfondamenti limitati nella zona ovest, la linea italiana riuscì a tenere soprattutto per la copertura dell'artiglieria ed i contrattacchi dei rinforzi provenienti dalla città (durante questi scontri morì, fra gli altri, la medaglia d'oro al V.M. Sottotenente di Vascello Riccardo Grazioli Lante della Rovere). Alle 8 del mattino l'azione turca era conclusa e le forze attaccanti erano in fuga. Un attacco contemporaneo sul fronte orientale della linea di difesa non ebbe miglior esito.
Nel corso di novembre furono trasportati dall'Italia 7 battaglioni di fanteria, uno di alpini, uno di granatieri ed una batteria da 75 mm, riuniti nella 3ª divisione speciale (tenente generale Felice De Chaurand). Il 26 novembre l'11º bersaglieri ed il 93º fanteria con due battaglioni di granatieri, rioccuparono totalmente l'oasi e ripresero tutte le posizioni lasciate fra il 27 ed il 28 ottobre, protetti sul fianco sinistro dal 23° e 52º Reggimento fanteria da eventuali attacchi provenienti da Ain Zara.

## Le conseguenze
Il primo ministro Giovanni Giolitti, dopo la battaglia di Sciara-Sciat, spingeva per mettere in moto l'esercito alla ricerca di una vittoria che ristabilisse il prestigio italiano in Europa. Tuttavia il generale Caneva era scettico sulla riuscita in quanto temeva il deserto, cui le truppe italiane non erano abituate, e propose invece di iniziare una efficace propaganda che separasse in campo avverso l'elemento arabo da quello turco.
Dal punto di vista militare, la controffensiva ottomana accorciò il perimetro verso est con l'abbandono di alcune posizioni (forte Hamidiè, Henni e forte Mesri). Invece dal punto di vista politico segnò la fine dell'illusione italiana di poter collaborare con gli arabi per cacciare i turchi. Intanto i turchi impegnavano la guarnigione di Tripoli con azioni di guerriglia, usando cecchini e sparando colpi d'artiglieria isolati con pezzi che venivano spostati immediatamente.
In seguito fu fatto affluire in Libia un altro corpo d'armata e le unità in meno di due mesi salirono a 103 000.